# 14-я стрелковая дивизия (СССР)
14-я стрелковая Печенгская дивизия — тактическое соединение (стрелковая дивизия) сухопутных сил РККА в межвоенный период и во время Великой Отечественной войны.
В действующей армии с 22 июня 1941 по 14 ноября 1944 года.

## История
Дивизия была сформирована 1 июля 1922 года в Москве как 14-я Московская стрелковая дивизия и вошла в состав 2-го армейского корпуса РККА. В дальнейшем штаб дивизии и 40-й стрелковый полк дислоцировались во Владимире, 41-й стрелковый полк в Муроме, а 42-й стрелковый полк в Коврове.
В 1930-х годах дивизия была переброшена в Ленинградский военный округ, и полки стали располагаться соответственно в Вологде, Архангельске и Череповце. В сентябре 1939 года при мобилизационном развертывании на основе этих полков были созданы соответственно 14-я, 88-я и 168-я стрелковые дивизии.
В ходе Зимней войны вновь сформированная 14-я стрелковая дивизия прикрывала государственную границу на северном и северо-восточном побережье Кольского полуострова в составе Мурманской группы войск Ленинградского ВО.
На 22 июня 1941 года дивизия дислоцировалась на участке фронта протяжённостью 300 километров вдоль побережья Кольского полуострова от мыса Святой Нос до острова Кильдин. В ночь на 22 июня 1941 года два полка дивизии и разведывательный батальон были переброшены на границу с Финляндией и заняли участок от Баренцева моря на юг по границе.
29 июня 1941 года части немецкого Горного армейского корпуса «Норвегия» после артиллерийской подготовки и при поддержке 120 бомбардировщиков 5-го воздушного флота люфтваффе перешли в наступление на участке дивизии. Главные силы обрушились на 95-й стрелковый полк, который понеся большие потери оказался не в состоянии сдержать удар, и более того — в последующем отступлении к посёлку Титовка, если не сказать бегстве, увлёк за собой подошедший на позиции 325-й стрелковый полк той же дивизии. В первой половине июля 1941 года части 14-й стрелковой дивизии совместно с частями 23-го укрепрайона, а также подошедшей 52-й стрелковой дивизией, при поддержке кораблей Северного флота, смогли остановить противника на рубеже реки Западная Лица (см. «Долина Славы»).
14 июля 1941 года 325-й стрелковый полк в составе морского десанта был высажен кораблями Северного флота в ходе десантной операции на северо-западный берег губы Большая Западная Лица, где сражался до 2 августа 1941 года. В этот день он был эвакуирован с плацдарма и перевезён кораблями к основным силам дивизии в южную часть губы Большая Западная Лица.
135-й стрелковый полк, действовавший в отрыве от основных сил на полуостровах Рыбачий и Средний, 31 июля 1942 года был преобразован в 254-ю отдельную морскую стрелковую бригаду. На его участке вражеским войскам так и не удалось перейти государственную границу СССР.
8 сентября 1941 года дивизия была вынуждена ещё несколько отступить, освободив небольшой плацдарм на восточном берегу реки.
К октябрю 1941 года линия фронта окончательно стабилизировалась на рубеже реки Западная Лица. 22 октября 1941 года войска вермахта по приказу перешли к обороне. Враг на участке дивизии продвинулся лишь на 30—60 километров, что явилось рекордно минимальным продвижением Германии и её сателлитов за всё время ВОВ. До октября 1944 года линия фронта оставалась неизменной. Дивизия вела бои частного характера. В конце апреля — начале мая 1942 года предприняла, вместе с войсками 14-й армии, оказавшееся безуспешным наступление.
С 7 октября 1944 года дивизия принимала участие в Петсамо-Киркенесской операции, наступала на главном направлении удара, принимала участие в освобождении городов Петсамо, Киркенес, Торнет. После операции была выведена в резерв.
30 декабря 1944 года была преобразована в 101-ю гвардейскую стрелковую дивизию.

## Полное наименование
Полное действительное наименование по окончании Великой Отечественной войны — 14-я стрелковая Печенгская дивизия.

## Состав
- управление;
- 95-й стрелковый полк;
- 325-й стрелковый полк (кроме одного батальона, переданного 25.08.1942 года в Северный флот и переформированного 03.09.1942 в 357-й отдельный батальон морской пехоты);
- 135-й стрелковый полк (до 31.07.1942; преобразован в 254-ю отдельную морскую стрелковую бригаду);
- 155-й стрелковый полк (c 30.07.1942);
- 143-й артиллерийский полк[7];
- 241-й гаубичный артиллерийский полк (с 22.06.1941 по 13.10.1941)[8];
- 149-й отдельный истребительно-противотанковый дивизион (с 10.06.1943);
- 364-й отдельный миномётный дивизион (с 07.11.1941 по 15.11.1942);
- 35-я отдельная разведывательная рота (на 22 июня 1941 года — 35-й разведывательный батальон);
- 14-й отдельный сапёрный батальон;
- 766-я отдельная рота связи (112-й отдельный батальон связи);
- 75-й отдельный медико-санитарный батальон;
- 139-я (425-я) автотранспортная рота (82-й автотранспортный батальон);
- 39-я отдельная рота химический защиты;
- 285-я полевая хлебопекарня;
- 203-й (81-й) дивизионный ветеринарный лазарет;
- 669-я (418-я) полевая почтовая станция;
- 185-я полевая касса Государственного банка;
- 349-й отдельный танковый батальон (17 танков) — в 1941 году.

Периоды вхождения в состав действующей армии:
- 22 июня 1941 года — 14 ноября 1944 года[9].

## В составе
| Дата            | Фронт (округ)               | Армия                      | Корпус                  | Примечания                                          |
| --------------- | --------------------------- | -------------------------- | ----------------------- | --------------------------------------------------- |
| 22.06.1941 года | Ленинградский военный округ | 14-я армия                 | -                       | с 24.06.1941 — Северный фронт                       |
| 01.07.1941 года | Северный фронт              | 14-я армия                 | -                       | -                                                   |
| 10.07.1941 года | Северный фронт              | 14-я армия                 | -                       | -                                                   |
| 01.08.1941 года | Северный фронт              | 14-я армия                 | -                       | -                                                   |
| 01.09.1941 года | Карельский фронт            | 14-я армия                 | -                       | -                                                   |
| 01.10.1941 года | Карельский фронт            | 14-я армия                 | -                       | -                                                   |
| 01.11.1941 года | Карельский фронт            | 14-я армия                 | -                       | -                                                   |
| 01.12.1941 года | Карельский фронт            | 14-я армия                 | -                       | -                                                   |
| 01.01.1942 года | Карельский фронт            | Кемская оперативная группа | -                       | -                                                   |
| 01.02.1942 года | Карельский фронт            | 14-я армия                 | -                       | -                                                   |
| 01.03.1942 года | Карельский фронт            | 14-я армия                 | -                       | -                                                   |
| 01.04.1942 года | Карельский фронт            | 14-я армия                 | -                       | -                                                   |
| 01.05.1942 года | Карельский фронт            | 14-я армия                 | -                       | -                                                   |
| 01.06.1942 года | Карельский фронт            | 14-я армия                 | -                       | -                                                   |
| 01.07.1942 года | Карельский фронт            | 14-я армия                 | -                       | -                                                   |
| 01.08.1942 года | Карельский фронт            | 14-я армия                 | -                       | -                                                   |
| 01.09.1942 года | Карельский фронт            | 14-я армия                 | -                       | -                                                   |
| 01.10.1942 года | Карельский фронт            | 14-я армия                 | -                       | -                                                   |
| 01.11.1942 года | Карельский фронт            | 14-я армия                 | -                       | кроме одного батальона в подчинении Северного флота |
| 01.12.1942 года | Карельский фронт            | 14-я армия                 | -                       | кроме одного батальона в подчинении Северного флота |
| 01.01.1943 года | Карельский фронт            | 14-я армия                 | -                       | кроме одного батальона в подчинении Северного флота |
| 01.02.1943 года | Карельский фронт            | 14-я армия                 | -                       | кроме одного батальона в подчинении Северного флота |
| 01.03.1943 года | Карельский фронт            | 14-я армия                 | -                       | -                                                   |
| 01.04.1943 года | Карельский фронт            | 14-я армия                 | -                       | -                                                   |
| 01.05.1943 года | Карельский фронт            | 14-я армия                 | -                       | -                                                   |
| 01.06.1943 года | Карельский фронт            | 14-я армия                 | -                       | -                                                   |
| 01.07.1943 года | Карельский фронт            | 14-я армия                 | -                       | -                                                   |
| 01.08.1943 года | Карельский фронт            | 14-я армия                 | -                       | -                                                   |
| 01.09.1943 года | Карельский фронт            | 14-я армия                 | -                       | -                                                   |
| 01.10.1943 года | Карельский фронт            | 14-я армия                 | -                       | -                                                   |
| 01.11.1943 года | Карельский фронт            | 14-я армия                 | -                       | -                                                   |
| 01.12.1943 года | Карельский фронт            | 14-я армия                 | -                       | -                                                   |
| 01.01.1944 года | Карельский фронт            | 14-я армия                 | -                       | -                                                   |
| 01.02.1944 года | Карельский фронт            | 14-я армия                 | -                       | -                                                   |
| 01.03.1944 года | Карельский фронт            | 14-я армия                 | -                       | -                                                   |
| 01.04.1944 года | Карельский фронт            | 14-я армия                 | -                       | -                                                   |
| 01.05.1944 года | Карельский фронт            | 14-я армия                 | -                       | -                                                   |
| 01.06.1944 года | Карельский фронт            | 14-я армия                 | -                       | -                                                   |
| 01.07.1944 года | Карельский фронт            | 14-я армия                 | -                       | -                                                   |
| 01.08.1944 года | Карельский фронт            | 14-я армия                 | -                       | -                                                   |
| 01.09.1944 года | Карельский фронт            | 14-я армия                 | -                       | -                                                   |
| 01.10.1944 года | Карельский фронт            | 14-я армия                 | -                       | -                                                   |
| 01.11.1944 года | Карельский фронт            | 14-я армия                 | 131-й стрелковый корпус | -                                                   |
| 01.12.1944 года | Резерв Ставки ВГК           | 19-я армия                 | 99-й стрелковый корпус  | -                                                   |

## Командование

### Командиры
- Аплок, Юрий Юрьевич, с 20.10.1924 по 01.05.1930;
- Мерецков, Кирилл Афанасьевич, с 13.05.1930 по 01.02.1931;
- Лаур, Жан Иванович (02.1931 — 23.12.1937), комдив;
- Гореленко, Филипп Данилович, комбриг, с 15.06.1937 по 19.08.1939;
- Алябушев, Филипп Фёдорович, полковник, с 08.1939 по 12.1939[10];
- Журба, Александр Афанасьевич, генерал-майор, 15.08.1940 — 30.06.1941;
- Никишин, Николай Николаевич, генерал-майор, с 11.07.1941 по 13.09.1941;
- Томмола, Тойво Викторович, подполковник, с 20.02.1942 полковник, с 14.09.1941 по 15.03.1942;
- Худалов, Харитон Алексеевич, подполковник, с 27.06.1942 полковник, c 16.03.1942 по 15.07.1942;
- Коротков, Фёдор Фёдорович, полковник, с 01.09.1943 генерал-майор, c 16.07.1942 по 18.10.1944;
- Гребёнкин, Фёдор Алексеевич, полковник, с 19.10.1944 — 31.12.1944.

### Начальники штаба
- Соколовский, Василий Данилович, с 09.08.1924 по хх.10.1926.

## Награды и наименования
| Награда (наименование)             | Дата приказа                              | За что награжлена                                                                         |
| ---------------------------------- | ----------------------------------------- | ----------------------------------------------------------------------------------------- |
| Почётное наименование «Печенгская» | Приказ ВГК № 0354 от 31 октября 1944 года | В ознаменование одержанной победы и отличие в боях за овладение городом Петсамо (Печенга) |

Награды частей дивизии:
- 95-й стрелковый Киркенесский[13] полк;
- 325-й стрелковый ордена Александра Невского[14] полк;
- 155-й стрелковый Киркенесский[13] полк.

## Воины дивизии
| Награда | Ф. И. О.                       | Должность | Звание                   | Дата награждения                   | Примечания                                                                                |
| ------- | ------------------------------ | --- | ------------------------ | ---------------------------------- | ----------------------------------------------------------------------------------------- |
|         | Ашурков, Никита Егорович       | наводчик пулемётного расчёта 155-го стрелкового полка                                                         | сержант                  | 24.03.1945                         | представлен посмертно, вместе с А. Ф. Бредовым гранатой подорвал себя и пулемёт, но выжил |
|         | Бредов, Анатолий Фёдорович     | командир пулемётного отделения 155-го стрелкового полка                                                       | сержант                  | 24.03.1945                         | посмертно, вместе с Н. Е. Ашурковым гранатой подорвал себя и пулемёт                      |
|         | Бобро, Николай Макарович       | помощник командира взвода 95-го стрелкового полка                                                             | старший сержант          | 24.03.1945                         |                                                                                           |
|         | Василисин, Сергей Дмитриевич   | политрук роты 325-го стрелкового полка                                                                        | старший политрук         | 16.01.1942                         | посмертно                                                                                 |
|         | Гонтарь, Константин Михайлович | командир батальона 95-го стрелкового полка                                                                    | майор                    | 02.11.1944                         |                                                                                           |
|         | Зайцев, Иван Андреевич         | командир отделения отдельной разведывательной роты, помощник командира взвода отдельной разведывательной роты | сержант, старший сержант | 31.03.1944, 12.05.1944, 24.03.1945 |                                                                                           |
|         | Куропаткин, Николай Фёдорович  | помощник наводчика орудия 95-го стрелкового полка                                                             | ефрейтор                 | 24.03.1945                         | погиб 25.02.1945                                                                          |
|         | Муругов, Степан Яковлевич      | командир пулемётного отделения пулемётной роты 95-го стрелкового полка                                        | старший сержант          | 24.03.1945                         |                                                                                           |
|         | Покрамович, Дмитрий Семёнович  | командир 35-й отдельной разведывательной роты                                                                 | старший лейтенант        | 02.11.1944                         | 14.03.1945                                                                                |
|         | Примаков, Павел Петрович       | командир взвода пешей разведки 325-го стрелкового полка                                                       | лейтенант                | 24.03.1945                         |                                                                                           |
|         | Смирнов, Сергей Иванович       | помощник командира взвода 6-й стрелковой роты 95-го стрелкового полка                                         | сержант                  | 24.03.1945                         |                                                                                           |
|         | Стрыгин, Василий Петрович      | командир 1-го батальона 155-го стрелкового полка                                                              | капитан                  | 02.11.1944                         |                                                                                           |
|         | Филин Михаил Иванович          | Командир взвода автоматчиков 325-го стрелкового полка                                                         | лейтенант                | 24.03.1945                         |                                                                                           |
|         | Шабунин, Иван Васильевич       | командир отделения 1-й стрелковой роты 95-го стрелкового полка                                                | сержант                  | 24.03.1945                         |                                                                                           |

## Газета
Издавалась газета «Красный воин». Редактор — майор Сольцман Ефрем Авраамович (1907—?).